# Campeonato de Inglaterra de hockey sobre patines
El Campeonato de Inglaterra de hockey sobre patines es una competición que se disputa a nivel nacional en Inglaterra  anualmente, desde 1930 en la modalidad de Copa, y además desde 1974 en la modalidad de Liga. Es una de las competiciones más antiguas del mundo en este deporte, y nunca se había suspendido ni siquiera durante la Segunda Guerra Mundial, hasta que fue interumpido a causa de la pandemia del Covid-19. Está abierto a la participación de todos los clubes ingleses inscritos en la National Roller Hockey Association of England (NRHA), y en ocasiones también ha contado con la participación de clubes escoceses y galeses.

## Competición de Liga
La competición de liga se disputa en tres niveles, enlazados entre sí por un sistema de ascensos y descensos, en virtud de la clasificación obtenida al final de cada temporada:
- Primer nivel: Premier League.
- Segundo nivel: National Division 1.
- Tercer nivel: National Division 2.
- Cuarto nivel:  Campeonatos regionales.

### Historial de la Premier League
| Ed.     | Año  | Tabla de clasificaciones | Tabla de clasificaciones | Tabla de clasificaciones | Tabla de clasificaciones |
| Ed.     | Año  | Campeón                  | Subcampeón               | Tercer clasificado       | Cuarto clasificado       |
| ------- | ---- | ------------------------ | ------------------------ | ------------------------ | ------------------------ |
| I       | 1974 | Wolverhampton RHC        | Southsea RHC             | Teesside RHC             | Spen Valley RHC          |
| II      | 1975 | Wolverhampton RHC        | Teesside RHC             | Southsea RHC             | Herne Bay United RHSC    |
| III     | 1976 | Folkestone RHC           | Southsea RHC             | Wolverhampton RHC        | Herne Bay United RHSC    |
| IV      | 1978 | Wolverhampton RHC        | Southsea RHC             | Mánchester RHC           | Herne Bay United RHSC    |
| V       | 1979 | Middlesbrough RHC        | Southsea RHC             | Peterborough RHC         | Wolverhampton RHC        |
| VI      | 1980 | Southsea RHC             | Wolverhampton RHC        | YMCA Maidstone RHC       | Middlesbrough RHC        |
| VII     | 1981 | Southsea RHC             | YMCA Maidstone RHC       | Peterborough RHC         | Wolverhampton RHC        |
| VIII    | 1982 | Wolverhampton RHC        | Southsea RHC             | Peterborough RHC         | Herne Bay United RHSC    |
|         |      |                          |                          |                          |                          |
| XX      | 1994 | Herne Bay United RHSC    | Middlesbrough RHC        | YMCA Maidstone RHC       | Sheffield Wildcats RHC   |
| XXI     | 1995 | Herne Bay United RHSC    | Mánchester RHC           | YMCA Maidstone RHC       | Middlesbrough RHC        |
| XXII    | 1996 | Herne Bay United RHSC    | YMCA Maidstone RHC       | Mánchester RHC           | Middlesbrough RHC        |
| XXIII   | 1997 | Herne Bay United RHSC    | YMCA Maidstone RHC       | Letchworth RHC           | Middlesbrough RHC        |
| XXIV    | 1998 | Herne Bay United RHSC    | Letchworth RHC           | YMCA Maidstone RHC       | Middlesbrough RHC        |
| XXV     | 1999 | Letchworth RHC           | Bury St Edmunds RHC      | Halifax RHC              | Middlesbrough RHC        |
| XXVI    | 2000 | Herne Bay United RHSC    | Letchworth RHC           | Mánchester RHC           | Halifax RHC              |
| XXVII   | 2001 | Herne Bay United RHSC    | Mánchester RHC           | YMCA Maidstone RHC       | Letchworth RHC           |
| XXVIII  | 2002 | Herne Bay United RHSC    | YMCA Maidstone RHC       | Middlesbrough RHC        | Grimsby RHC              |
| XXIX    | 2003 | Herne Bay United RHSC    | YMCA Maidstone RHC       | Letchworth RHC           | Middlesbrough RHC        |
| XXX     | 2004 | Herne Bay United RHSC    | Bury St Edmunds RHC      | Mánchester RHC           | Middlesbrough RHC        |
| XXXI    | 2005 | Bury St Edmunds RHC      | Herne Bay United RHSC    | Grimsby RHC              | Middlesbrough RHC        |
| XXXII   | 2006 | Herne Bay United RHSC    | Bury St Edmunds RHC      | Middlesbrough RHC        | Grimsby RHC              |
| XXXIII  | 2007 | Herne Bay United RHSC    | Bury St Edmunds RHC      | Middlesbrough RHC        | Herne Bay United B       |
| XXXIV   | 2008 | Herne Bay United RHSC    | Bury St Edmunds RHC      | Middlesbrough RHC        | Grimsby RHC              |
| XXXV    | 2009 | Herne Bay United RHSC    | Middlesbrough RHC        | Mánchester RHC           | Grimsby RHC              |
| XXXVI   | 2010 | Herne Bay United RHSC    | Middlesbrough RHC        | Bury St Edmunds RHC      | Mánchester RHC           |
| XXXVII  | 2011 | Middlesbrough RHC        | Herne Bay United RHSC    | Bury St Edmunds RHC      | Grimsby RHC              |
| XXXVIII | 2012 | Grimsby RHC              | Middlesbrough RHC        | Herne Bay United RHSC    | Bury St Edmunds RHC      |
| XXXIX   | 2013 | Middlesbrough RHC        |                          |                          |                          |
| XL      | 2014 | Grimsby RHC              | Middlesbrough RHC        | Letchworth RHC           | Herne Bay United RHSC    |
| XLI     | 2015 | Middlesbrough RHC        | Herne Bay United RHSC    | Letchworth RHC           | King's Lynn RHC          |
| XLII    | 2016 | King's Lynn RHC          | Soham RHC                | Grimsby RHC              | Letchworth RHC           |
| XLIII   | 2017 | King's Lynn RHC          | Herne Bay United RHSC    | Soham RHC                | Middlesbrough RHC        |
| XLIV    | 2018 | King's Lynn RHC          | Soham RHC                | Grimsby RHC              | London RHC               |
| XLV     | 2019 | King's Lynn RHC          | London RHC               | Soham RHC                | Grimsby RHC              |
| XLVI    | 2020 | King's Lynn RHC          | Grimsby RHC              | Middlesbrough RHC        | Ely&Chesterton URHC      |
| XLVII   | 2022 | King's Lynn RHC          | Soham RHC                | Middlesbrough RHC        | London RHC               |
| XLVIII  | 2023 | King's Lynn RHC          | Ely&Chesterton URHC      | Soham RHC                | Peterborough RHC         |
| XLIX    | 2024 | King's Lynn RHC          | Soham RHC                | Peterborough RHC         | RHC Invicta Herne Bay    |

## Competición de Copa
| I        | 1930 | Herne Bay RHC         | Faversham HC           |
| II       | 1931 | Herne Bay RHC         |                        |
| III      | 1932 | Herne Bay RHC         | St. Leonards           |
| IV       | 1933 | Herne Bay RHC         | Alexandra Palace RSC   |
| V        | 1934 | Herne Bay RHC         |                        |
| VI       | 1935 | Herne Bay United RHSC | Whitstable Alberts RHC |
| VII      | 1936 | Herne Bay RHC         | Whitstable Alberts RHC |
| VIII     | 1937 | Herne Bay United RHSC | Herne Bay RHC          |
|          |      |                       |                        |
| LIII     | 1980 | Southsea RHC          | YMCA Maidstone RHC     |
| LIV      | 1981 | Southsea RHC          | Peterborough RHC       |
| LV       | 1982 | Southsea RHC          | Peterborough RHC       |
|          |      |                       |                        |
| LXXIII   | 2000 | Herne Bay United RHSC | Letchworth RHC         |
| LXXIV    | 2001 | Herne Bay United RHSC | Mánchester RHC         |
| LXXV     | 2002 | Herne Bay United RHSC | Middlesbrough RHC      |
| LXXVI    | 2003 | Herne Bay United RHSC | Letchworth RHC         |
| LXXVII   | 2005 | Bury St Edmunds RHC   | Middlesbrough RHC      |
| LXXVIII  | 2007 | Herne Bay United RHSC | Grimsby RHC            |
| LXXIX    | 2008 | Herne Bay United RHSC | Middlesbrough RHC      |
| LXXX     | 2009 | Herne Bay United RHSC | Bury St Edmunds RHC    |
| LXXXI    | 2010 | Middlesbrough RHC     | Herne Bay United RHSC  |
| LXXXII   | 2011 | Herne Bay United RHSC | Middlesbrough RHC      |
| LXXXIII  | 2012 | Middlesbrough RHC     | Grimsby RHC            |
| LXXXIV   | 2013 | Grimsby RHC           | Bury St Edmunds RHC    |
| LXXXV    | 2014 | Grimsby RHC           | Middlesbrough RHC      |
| LXXXVI   | 2015 | Middlesbrough RHC     | Letchworth RHC         |
| LXXXVII  | 2016 | Middlesbrough RHC     | Grimsby RHC            |
| LXXXVIII | 2017 | Middlesbrough RHC     | Herne Bay United RHSC  |
| LXXXIX   | 2018 | King's Lynn RHC       | Soham RHC              |
| XC       | 2019 | King's Lynn RHC       | Grimsby RHC            |
| XCI      | 2023 | King's Lynn RHC       | Soham RHC              |
| XCII     | 2024 | King's Lynn RHC       | Herne Bay United RHSC  |

## Palmarés
| Equipo                | Títulos | Liga | Copa |
| --------------------- | ------- | ---- | ---- |
| Herne Bay RHC         | 32      |      | 32   |
| Herne Bay United RHSC | 30      | 16   | 14   |
| Southsea RHC          | 25      | 12   | 13   |
| Middlesbrough RHC     | 11      | 5    | 6    |
| King's Lynn RHC       | 12      | 8    | 4    |
| Wolverhampton RHC     | 8       | 3    | 5    |
| Folkestone RHC        | 5       | 1    | 4    |
| Grimsby RHC           | 4       | 2    | 2    |
| Bury St Edmunds RHC   | 3       | 1    | 2    |
| YMCA Maidstone RHC    | 3       |      | 3    |
| Letchworth RHC        | 2       | 1    | 1    |
| Rochester RHC         | 2       |      | 2    |
| Great Harwood RHC     | 2       |      | 2    |
| Alexandra Palace RSC  | 1       |      | 1    |
| Birchpark RHC         | 1       |      | 1    |
| Total                 | 140     | 49   | 92   |

| Condado         | Títulos | Liga | Copa |
| --------------- | ------- | ---- | ---- |
| Kent (4)        | 72      | 17   | 55   |
| Hampshire       | 25      | 12   | 13   |
| Yorkshire       | 11      | 5    | 6    |
| Norfolk         | 12      | 8    | 4    |
| West Midlands   | 8       | 3    | 5    |
| Lincolnshire    | 4       | 2    | 2    |
| Suffolk         | 3       | 1    | 2    |
| Hertfordshire   | 2       | 1    | 1    |
| Lancashire      | 2       |      | 2    |
| Gran Londres    | 1       |      | 1    |
| Shropshire      | 1       |      | 1    |
| West Yorkshire  |         |      | 0    |
| East Sussex     |         |      | 0    |
| Gran Mánchester |         |      | 0    |
| Total           | 140     | 49   | 92   |

- Datos: Q2949044